# Nathalie Cerda
Nathalie Cerda, née en 1963, est une comédienne française formée au Conservatoire national supérieur d'art dramatique.

## Théâtre
- 1988 : Scènes du répertoire 1 : De Shakespeare à Claudel, direction artistique Daniel Mesguich, Rencontres d'été de la Chartreuse de Villeneuve-lès-Avignon (élève du Conservatoire national supérieur d'art dramatique)
- 1988 : Scènes du répertoire 2 : De Büchner à Courteline, direction artistique Jean-Pierre Vincent, Rencontres d'été de la Chartreuse de Villeneuve-lès-Avignon (élève du Conservatoire national supérieur d'art dramatique)
- 1988 : Les Coréens de Michel Vinaver, mise en scène Viviane Théophilidès, Rencontres d'été de la Chartreuse de Villeneuve-lès-Avignon
- 1988 : Le Triomphe de l'amour de Marivaux, mise en scène Jacques Nichet, Théâtre des Treize Vents
- 1989 : Le Triomphe de l'amour de Marivaux, mise en scène Jacques Nichet, Théâtre des Treize Vents, Théâtre de la Ville, Théâtre national de Strasbourg
- 1990 : La Bonne Âme du Se-Tchouan de Bertolt Brecht, mise nen scène Bernard Sobel, Théâtre de Gennevilliers
- 1994 : L'Amour en Crimée de Sławomir Mrożek, mise en scène Jorge Lavelli, Théâtre national de la Colline
- 1995 : Piaf Je t'aime, comédie musicale, mise en scène Jacques Darcy, Cirque d'hiver
- 1996 : Hygiène de l'assassin d'Amélie Nothomb, mise en scène Didier Long, Petit Théâtre de Paris
- 2000 : Irma la douce d'Alexandre Breffort, musique Marguerite Monnot, mise en scène Jérôme Savary, Théâtre national de Chaillot puis à l'Opéra-Comique
- 2000 : Commentaire d'amour de Jean-Marie Besset, mise en scène Jean-Marie Besset et Gilbert Désveaux, Théâtre Tristan Bernard
- 2001 : Lettres mortes, mise en scène Rosasio Audras, Théâtre national de Chaillot
- 2003 : Edgar et sa bonne et Le Dossier de Rosafol d'Eugène Labiche mise en scène Yves Beaunesne, TNP Villeurbanne, Nouveau théâtre d'Angers, Théâtre national de Nice, Théâtre des Treize Vents, Le Quartz, Théâtre de l'Union
- 2004 : L'Inscription de Jean Dell et Gérald Sibleyras, mise en scène Jacques Échantillon, Petit Montparnasse
- 2005 : Richard III de William Shakespeare, mise en scène Didier Long, La Coursive La Rochelle
- 2007 : Les Forains de Stéphan Wojtowicz, mise en scène Panchika Velez, Théâtre 13, Théâtre La Bruyère
- 2009 : Les Forains de Stéphan Wojtowicz, mise en scène Panchika Velez, Théâtre de l'Union
- 2010 : Thé à la menthe ou t'es citron? de Patrick Haudecœur et Danielle Haudecœur, mise en scène Patrick Haudecœur, Théâtre Fontaine
- 2011 : Thé à la menthe ou t'es citron? de Patrick Haudecœur et Danielle Haudecœur, mise en scène Patrick Haudecœur, tournée
- 2018 : Au début de François Bégaudeau, mise en scène Panchika Velez, Centre national de création d'Orléans
- 2019 : L'Avare de Molière, mise en scène Daniel Benoin, Anthéa Théâtre d'Antibes
- 2021 : Un pas après l'autre de Fabio Marra, mise en scène Fabio Marra, Espace Michel Simon, Noisy-le-Grand
- 2022 : Un pas après l'autre de Fabio Marra, mise en scène Fabio Marra, Théâtre La Scala Provence, Festival d'Avignon

## Filmographie succincte

### Cinéma
- 1994 : Le Voleur et la Menteuse de Paul Boujenah : Suzanne
- 1995 : Les Misérables de Claude Lelouch : une jeune femme juive
- 2000 : Vatel de Roland Joffé : la reine Marie-Thérèse
- 2009 : Quelque chose à te dire de Cécile Telerman : L'avocate
- 2009 : Le Petit Nicolas de Laurent Tirard : Mme Moucheboume
- 2019 : Mon bébé de Lisa Azuelos : Directrice lycée
- 2022 : Les Vedettes de Jonathan Barré : Maître Allard

### Télévision
- 1992 : Mademoiselle Fifi ou Histoire de rire, téléfilm de Claude Santelli : Rachel
- 1994 : Julie Lescaut épisode 1, saison 3 : Ville basse, ville haute, de Josée Dayan — Maryse
- 1999 : Une femme d'honneur : Colette Lasure (saison 3, épisode 3)
- 2003 : Les Cordier, juge et flic série télévisée épisode Cours du soir
- 2008 : Répercussions, téléfilm de Caroline Huppert
- 2009 : Folie douce, téléfilm de Josée Dayan
- 2008 - 2009 : PJ série télévisée : Commissaire Chantal Saboureau
- 2009 - 2012 : Un village français série télévisée : Judith Morhange, juive et ancienne directrice de l'école (28 épisodes)
- 2011 : Les livres qui tuent, téléfilm de Denys Granier-Deferre
- 2014 : Le Voyage de Monsieur Perrichon, téléfilm d'Éric Lavaine
- 2015 : Les Fusillés, téléfilm de Philippe Triboit
- 2015 : Cherif - épisode #3.2 Le cri du silence
- 2015 : Malaterra, série de Jean-Xavier de Lestrade et Laurent Herbiet : Marie Jouano, rédactrice en chef à « Corse matin »
- 2016 : La Loi de Christophe de Jacques Malaterre : Claire Brugier
- 2017 : Fais pas ci, fais pas ça, saison 9 : l'éditrice
- 2017 : Irresponsable, série : Sylvie
- 2018 : Engrenages, saison 7
- 2020 : Emily in Paris, série : Dominique
- 2021 à 2023 :  Les Invisibles de Chris Briant et Axelle Laffont : Marijo
- 2024 : Inès et Yvan d'Alexandre Castagnetti : Martine
- 2025 : Capitaine Marleau, épisode Compagnon de Josée Dayan : Mimi

## Distinctions
- Molières 1996 : Molière de la révélation théâtrale dans Piaf, je t’aime
- Prix Charles Cros de la Parole Enregistrée